# Ricardo Giusti
Ricardo Giusti (Arroyo Seco, 11 december 1956) is een voormalig Argentijns voetballer.
Giusti begon zijn carrière bij Newell's Old Boys en verkaste in 1979 naar Argentinos Juniors, waar ook Diego Maradona speelde. In 1981 ging hij dan voor Independiente spelen en bleef hier tien jaar en won hier twee keer de titel. In 1984 bereikte hij met de club de finale van de CONMEBOL Libertadores tegen het Braziliaanse Grêmio. In de heenwedstrijd kon Jorge Burruchaga scoren voor Independiente en bij de terugwedstrijd bleef het 0-0 waardoor Independiente voor de zevende keer de titel won. Hij beëindigde zijn carrière bij Unión de Santa Fe.
Hij speelde ook voor het nationale elftal en werd opgeroepen voor het WK 1986. Hij mocht alle wedstrijden meespelen en werd met zijn elftal wereldkampioen. Ook vier jaar later was hij erbij al speelde hij niet alle wedstrijden. Door een rode kaart in de halve finale tegen Italië miste hij de finale tegen West-Duitsland, die de Argentijnen verloren. Na het WK eindigde zijn carrière als international.

## Erelijst
Independiente
- Primera División: Metropolitano 1983, 1988/89
- CONMEBOL Libertadores: 1984
- Intercontinental Cup: 1984

 Argentinië
- FIFA WK: 1986

1 Almirón ·
2 Batista ·
3 Bochini ·
4 Borghi ·
5 Brown ·
6 Passarella ·
7 Burruchaga ·
8 Clausen ·
9 Cuciuffo ·
10 Maradona  ·
11 Valdano ·
12 Enrique ·
13 Garré ·
14 Giusti ·
15 Islas ·
16 Olarticoechea ·
17 Pasculli ·
18 Pumpido ·
19 Ruggeri ·
20 Tapia ·
21 Trobbiani ·
22 Zelada ·
Coach: Bilardo
1 Pumpido ·
2 Batista ·
3 Balbo ·
4 Basualdo ·
5 Bauza ·
6 Calderón ·
7 Burruchaga ·
8 Caniggia ·
9 Dezotti ·
10 Maradona  ·
11 Fabbri ·
12 Goycochea ·
13 Lorenzo ·
14 Giusti ·
15 Monzón ·
16 Olarticoechea ·
17 Sensini ·
18 Serrizuela ·
19 Ruggeri ·
20 Simón ·
21 Troglio ·
22 Cancelarich ·
Coach: Bilardo